# Guðrið Hansdóttir

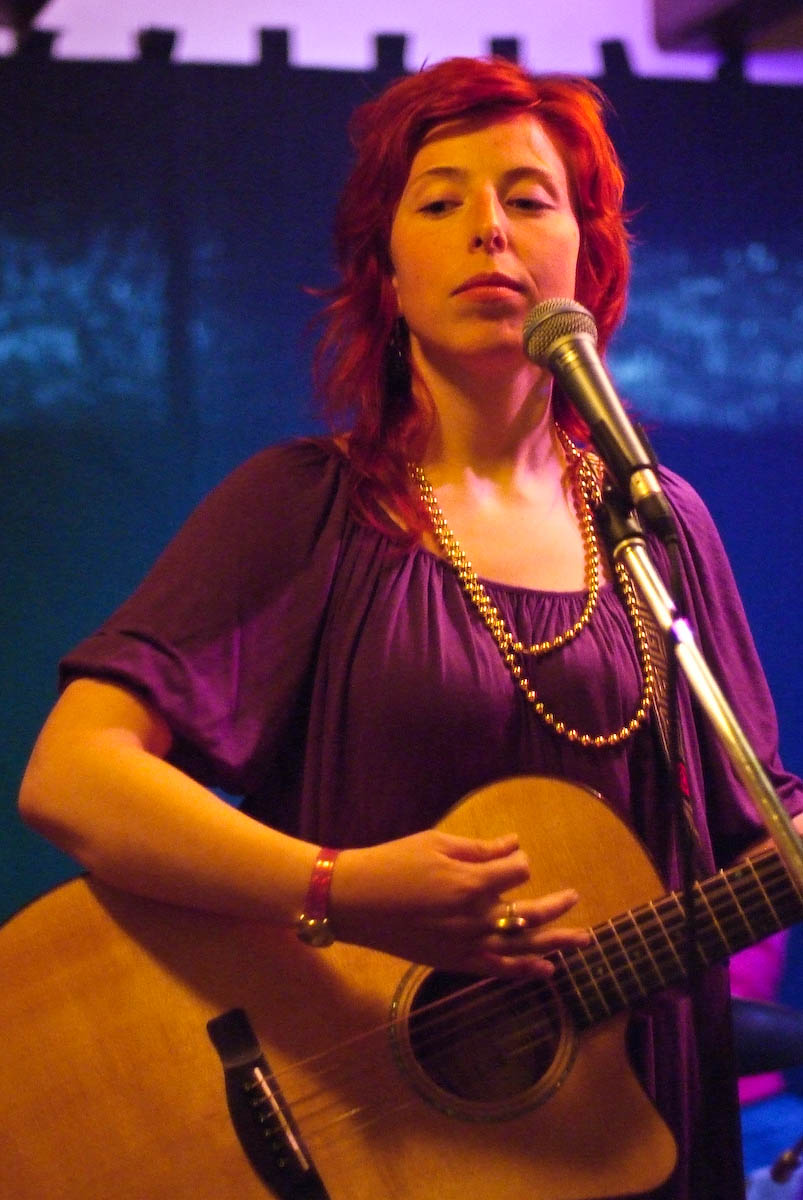
Guðrið Hansdóttir (2008 in Tórshavn)

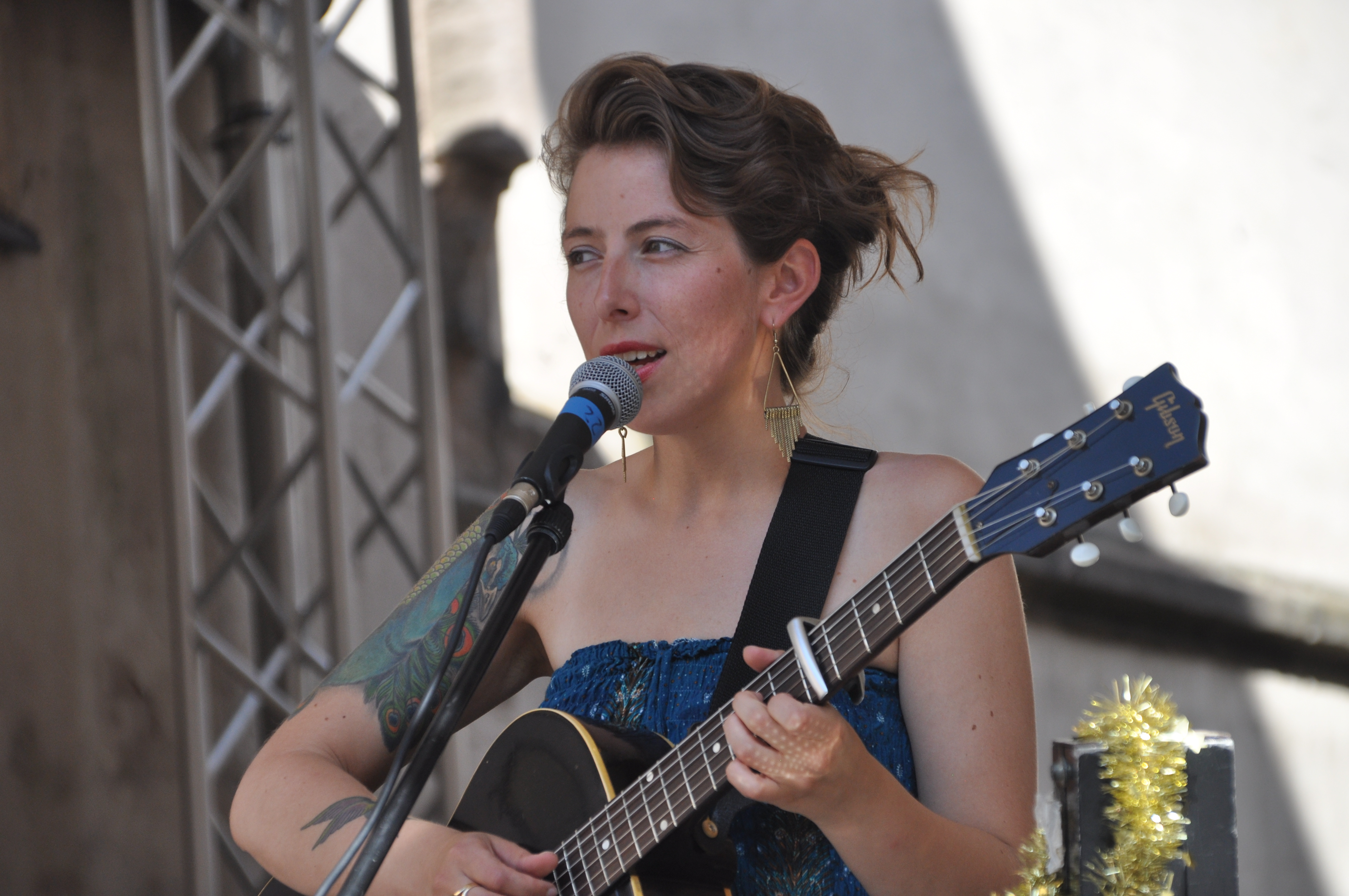
Guðrið Hansdóttir beim 38. Bardentreffen 2013 in Nürnberg

Guðrið Hansdóttir [guːrɪ ˈhansdœtːɪr] (* 6. Oktober 1980 in Tórshavn, Färöer als Guðrið Hansen) ist eine färöische Sängerin (Singer-Songwriter, Rock, Folk), die dort Ende 2007 zur Sängerin des Jahres gekürt wurde.

## Leben
Guðrið Hansdóttir ist die Tochter von Louisa und Hans Carl Hansen. Ihr Vater ist auf den Färöern ein bekannter Gitarrist, der in lokalen Bands wie Straight Ahead und Streingjasúpan spielte. Den färöischen Namen Hansdóttir hat sie 2007 als Künstlerin nach dem Vornamen des Vaters angenommen (Hans’ Tochter). Sie ist ausgebildete Pädagogin an der Lehreruniversität Island.
Guðrið Hansdóttir schreibt ihre Songs selbst und singt auf Englisch und Färöisch. Ihre Lieder handeln von unglücklicher Liebe, dem Leben, dem Wetter und der Einsamkeit auf den isolierten und stürmischen Inseln. Kleidungsmäßig in den 1980er Jahren erinnert ihre Musik an Jethro Tull und Kate Bush. Andere Einflüsse sind The Cardigans, Kent, The Carpenters und Jeff Buckley.
Ihr Debüt hatte sie 2005 beim Prix Føroyar als Sängerin und Gitarristin der Reggaeband pH 5,5. Nachdem sich die Band aufgelöst hatte, gründete sie im Januar 2006 die Rockband Isadora & The Rebels und erschien als Gastsängerin auf Petur Pólsons Album Koma (noch unter dem Namen Guðrið Hansen). Seit Januar 2007 spielt sie unter eigenem Namen als Solokünstlerin. Das Debütalbum Love Is Dead erschien 2007 und war lange in den färöischen Charts. 2006 und 2007 trat sie jeweils auf dem G! Festival und dem Sommerfestival in Klaksvík auf. 2008 war sie beim Spot Festival im dänischen Århus.
Die Zeitung Sosialurin nominierte sie 2005, 2006 und 2007 zur besten färöischen Sängerin. Beim dritten Anlauf wurde sie es auch überraschend anstelle von Eivør Pálsdóttir.
Im Juni 2009 erschien ihr zweites Album The Sky Is Opening. Es bekam ausgezeichnete Kritiken und wurde auch vom Publikum sehr gut angenommen.
2013 gründete sie zusammen mit Janus Rasmussen von der isländisch-färöischen Band Bloodgroup das Elektropop-Duo Byrta [ˈbɪʃta]. Ihre Songs sind ausschließlich auf Färöisch.
Guðrið Hansdóttir ist zudem im 2013 neuformierten Vokalquintett Kata engagiert, das zum Teil in Vergessenheit geratene färöische Volkslieder neu interpretiert.
2016 erschien das Soloalbum Painted Fire, auf dem sie hauptsächlich in englischer Sprache singt.

## Diskografie

### Soloalben
- 2007: Love Is Dead (TUTL)
- 2009: The Sky Is Opening (TUTL)
- 2011: Beyond The Grey (Beste! Unterhaltung)
- 2014: Taking Ship (Beste! Unterhaltung)
- 2016: Painted Fire (TUTL)
- 2022: Gult myrkur (TUTL)

### Alben mit Byrta
- 2013: Byrta (TUTL)

### Alben mit Kata
- 2016: Tívils døtur (TUTL)